# James Kochalka
James Kochalka, né le 26 mai 1967 à Springfield (Vermont) est un auteur de bande dessinée et un musicien américain.
Son style graphique est simple et efficace. Son personnage fétiche est « magic boy », un elfe aux longues oreilles pointues.

## Œuvre

### Bandes dessinées traduites en français
- Kissers, Ego comme X, 2002  (ISBN 2-910946-31-2)[1].
- American Elf, Ego comme X, 2008  (ISBN 2-910946-37-1).

### Disques
- The Tarquin Records All Star Holiday Extravaganza (1997)
- Monkey Vs. Robot (2001)
- Hockey Monkey (2006)
- Our Most Beloved (2006)
- Why Is The Sky Blue? (2006)
- Spread Your Evil Wings And Fly (2006)

## Prix et récompenses
- 1997 : Prix Ignatz du meilleur minicomic pour The Perfect Planet
- 2002 : Prix Ignatz de la meilleure série pour Sketchbook Diaries
- 2003 : Prix Ignatz de la meilleure bande dessinée en ligne pour American Elf
- 2004 : Prix Ignatz de la meilleure bande dessinée en ligne pour American Elf
- 2006 : Prix Harvey de la meilleure bande dessinée en ligne pour American Elf
- 2012 : Prix Eisner de la meilleure publication pour petits lecteurs avec Dragon Puncher Island
- 2019 : Prix Eisner de la meilleure publication pour petits lecteurs avec Johnny Boo and the Ice Cream Computer